# Лонгароне
Лонгароне (итал. Longarone) — коммуна в Италии, располагается в провинции Беллуно области Венето.
Население составляет 4119 человек, плотность населения составляет 40 чел./км². Занимает площадь 103 км². Почтовый индекс — 32013. Телефонный код — 0437.
Покровительницей коммуны почитается Дева Мария. Праздник ежегодно празднуется 8 декабря.
9 октября 1963 года, город был почти полностью разрушен в "Катастрофе Вайонта". Осталась стоять одна колокольня, служащая теперь напоминанием о катастрофе. Жертвами катастрофы пало около 2000 жителей.